# Acrodicrania ferruginea
Acrodicrania ferruginea är en tvåvingeart som beskrevs av Enrico Adelelmo Brunetti 1912. Acrodicrania ferruginea ingår i släktet Acrodicrania och familjen svampmyggor. Inga underarter finns listade i Catalogue of Life.